# Aimi Nouchi
Aimi Nouchi (14 gennaio 1996) è una judoka giapponese.

## Palmarès
- Universiade

Taipei 2017: bronzo nella categoria -63kg.

### Vittorie nel circuito IJF
| Data           | Località     | Paese  | Categoria |
| -------------- | ------------ | ------ | --------- |
| 16 luglio 2016 | Tjumen'      | Russia | Gran Slam |
| 17 marzo 2018  | Ekaterinburg | Russia | Gran Slam |